# Peaches N Cream
Peaches N Cream è un brano musicale del rapper statunitense Snoop Dogg, singolo che anticipa l'uscita del tredicesimo album del rapper Bush. Il ritornello del brano è stato realizzato in featuring con Charlie Wilson ed è stato prodotto da Pharrell Williams, il quale appare nel video musicale ad intervalli irregolari.

## Video musicale
Il lyric video del brano è stato pubblicato il 9 marzo 2015, mentre il video ufficiale il 18 marzo 2015. Quest'ultimo, con scenografie psichedeliche, mostra Snoop che canta la canzone con Pharrell e Charlie Wilson, circondato da ragazze in bikini. Entrambi i video sono stati caricati sull'account VEVO ufficiale del rapper.

## Performance dal vivo
La canzone è stata eseguita dal vivo per la prima volta in anteprima mondiale il 5 febbraio 2015 a Los Angeles, durante la cerimonia dei Grammy Awards; Snoop Dogg l'ha cantata con Charlie Wilson anche il 29 marzo 2015 all'iHeartRadio Music Awards.

## Tracce
Download digitale
1. Peaches N Cream - 4:44

## Classifiche settimanali
| Classifica (2015)                                 | Posizione massima |
| ------------------------------------------------- | ----------------- |
| Australia (ARIA)                                  | 93                |
| Belgium (Ultratop 50 Singles (Fiandre) Flanders)  | 14                |
| Belgium (Ultratop 50 Singles (Vallonia) Wallonia) | 3                 |
| France (SNEP)                                     | 57                |
| Paesi Bassi (Dutch Single Tip)                    | 13                |
| UK Singles (Official Charts Company)              | 58                |
| US Bubbling Under Hot 100 (Billboard)             | 16                |